# Utøya (livre)
Pour l'île où les événements eurent lieu, voir Utøya.
Utøya est un essai écrit par Laurent Obertone en 2013 sur Anders Behring Breivik, terroriste norvégien d'extrême droite responsable des attentats du 22 juillet 2011 ayant entraîné la mort de 77 personnes.

## Réception critique
- Première, le 16 août 2013 : Utoya : Obertone entonne la chanson du chevalier Breivik[1]
- L'Express, le 21 août 2013 : « L'exactitude est la politesse des enquêteurs et, minute par minute, Obertone décrit sur 121 pages l'itinéraire sanglant — qu'on peut suivre sur une carte — du « dernier Viking » autoproclamé... Mais Laurent Obertone ne se contente pas d'un rapport circonstancié, il se met dans la peau de Breivik... Des esprits chagrins reprocheront sans doute à Laurent Obertone une complaisance morbide, là où il faudrait évoquer De sang-froid, de Truman Capote, récit du meurtre de quatre membres de la famille Clutter dans un hameau du Kansas, en 1959. Dans Utøya, on retrouve cette même obsession du détail et du recoupement. Ce refus de moraliser. Cette volonté de décrire, et d'interroger, le mal sans afféterie. » (Emmanuel Hecht)[2]
- Le Figaro, le 23 août 2013 : Utøya, Laurent Obertone dans la tête d'Anders Breivik[3]
- Le Soir, le 28 août 2013 : Laurent Obertone dans la tête d'Anders Breivik[4]
- Augustin Trapenard, le 30 août 2013, sur la plateau du Grand Journal, qualifie l'ouvrage de « génial »[5]
- Metro, le 3 septembre 2013 : "Utoya" : Laurent Obertone dans la tête du monstre Anders Breivik[6]
- Le Nouvel Observateur, le 11 septembre 2013 : Vous reprendrez bien un éloge littéraire d'Anders Breivik ?[7]
- Atlantico, le 16 septembre 2013 : Avons-nous tous quelque chose d'Anders Breivik ?[8]
- Les Inrockuptibles, le 18 septembre 2013, “Utøya”: la croisade néoréac de Laurent Obertone[9]
- L'Avenir, le 15 octobre 2013, La tuerie d'Anders Breivik sur Utoya comme si vous y étiez[10]